# Unipiha
Unipiha (Unnipicht en allemand) est un village de la Commune de Nõo, dans le Comté de Tartu, à l'ouest de l'Estonie.